# Dj Nik One
Никита Анатольевич Рогозин (род. 11 января 1983; Москва, РСФСР, СССР), наиболее известный под сценическим псевдонимом Dj Nik One — российский хип-хоп диджей и битмейкер. Сооснователь и бывший участник рэп-группы F.Y.P.M..

## Биография
Родился 11 января 1983 года в Москве. С раннего детства начинает интересоваться музыкой и слушать разнообразные музыкальные жанры.
В 1996 году Рогозин активно начинает развиваться в музыкальном направлении и решает для себя стать диджеем и битмейкером.
В своё время устраивался работать в Хип-хоп магазин по продаже музыкальных пластинок, также тренировался на местных вертаках. Случайным образом в магазине заходит DJ Dlee, увидев как работает Рогозин, приглашает его поучаствовать в баттле диджеев «DJ-Pro». Никита соглашается и занимает призовое 3-е место.
После участия на него начали обращать внимания многие известные диджеи. Ни у кого не обучаясь, Dj Nik One вырабатывает свой собственный стиль. Вскоре знакомится с Dj Tonik и Dj Slon, после чего задумываются о пректе «3ДЖ» (3 ДИДЖЕЯ) и записывают свой трек на студии «D’N’D». Через некоторое время Рогозин знакомится с Лигалайзом, который только недавно приехал из Чехии с совместным альбомом, который был записан с пражской рэп-группы «П-13», альбом которых стал иметь название «Провокация».

### Сольное творчество
В 2004 году Dj Nik One выпускает свой первый микстейп под названием «Интеллигентный Хулиган Vol .1», на котором принимают участия многие именитые хип-хоп-исполнители, такие как МС Лигалайз, группа Ю.Г., Sir-J, П-13, Dj Dlee, Dj Хобот, Dj Bazil и другие. В этом же 2004 году помогает Децлу с записью альбома «Detsl aka Le Truk», а также принимает участие в альбомах D.O.B. Community — «Короли Андеграунда». В то же время Рогозин снова участвует в соревновании, на этот раз среди диск-жокеев в «Ecler Dj Championship», где занимает 1-е место, а также Рогозин заодно заручается спонсорством «Ecler». После победы ещё долгое время продолжал ездить по соревнованиям и занимать призовые места в качестве диджея. Намного позже Dj Nik One приобретает свой первый семплер «MPC 2000XL» и начинает заниматься записью первых авторских битов. В 2007 году записывает свой второй микстейп под названием «It’s Hot In Here». Потом выходит «Vol.1 Number O.N.E», где принимают участия коллеги по коллективу «F.Y.P.M» МС Молодой и 5 Плюх. В 2008 году выходит первый студийный альбом под названием «Poetry Nights», где уже принимают участия состоявшиеся рэп-исполнители 90-х и 00-х годов, такие как Смоки Мо, Децл, ST, Big D, Marselle, Mezza Morta, Константа (группа), Герик Горилла (ГИГА), Don Drew, Миша Крупин, Berezin, MC Chek и всё те же 5 Плюх и МС Молодой. Далее у Рогозина один за одним выходят микстейпы, «Looney Tunez» совместно с Mezza Morta, «Saint P Phenomen» совметсно со Смоки Мо и «Spice Boy» совместно с Sil-A. В 2010 году выходит совместный полноценный альбом с 5 Плюх под названием — 5PN1, а в 2011 году в свет выходит альбом «ProDUCKtion Kассета», на котором принимают участия CENTR, Каста, Ноггано, Смоки Мо, Словетский и другие. После этого в 2011 году выходит первый и единственный альбом группы «F.Y.P.M» под названием «Pay Day», записанный в честь памяти МС Молодого. В дальнейшие годы всё также появлялись новые микстейпы и альбомы музыкального исполнителя.

### В составе F.Y.P.M
В 2009 году совместно с МС Молодым, 5 Плюх и Mezza Morta образовывается группа и одноимённый лейбл «Fuck You Pay Me», в составе которого Mezza Morta продержался не долго.
Группа записывает треки, выпускает клипы, но 15 июля 2009 года сердце МС Молодого останавливается, но группа в таком составе как Dj Nik One и 5 Плюх продолжают существовать, ведь их коллега уходит из дизни, а второй коллега Mezza уходит из общего творчества, и вот летом 2011 года группа «F.Y.P.M» выпускает единственный альбом общего коллектива под названием «Pay Day».

## Дискография

### Альбомы
- 2011 — «proDUCKtion Kассета»
- 2018 — «Сториз»
- 2019 — «Plug Tape»

### Совместные Альбомы
- 2010 — «5PN1» (5 Плюх & DJ Nik One)
- 2019 — «Мontana» (Словетский & DJ Nik One)
- 2020 — «Москва» (Krec & DJ Nik One)
- 2020 — «Montana 2» (Словетский & DJ Nik One)
- 2021 — «Strikeforce» (D.Masta & DJ Nik One)
- 2023 — «Montana 3» (Словетский & DJ Nik One)

### Микстейпы
- 2004 — «Интеллигентный Хулиган Vol .1»
- 2007 — «It’s Hot In Here» (DJ Nik One & Drago)
- 2007 — «Vol.1 Number O.N.E»
- 2008 — «Poetry Nights»
- 2009 — «Looney Tunez» (Mezza Morta & DJ Nik One)
- 2009 — «Saint P Phenomen» (Смоки Мо & DJ Nik One)
- 2012 — «Spice Boy» (SIL-A & DJ Nik One)
- 2013 — «Spiceology» (SIL-A & DJ Nik One)
- 2014 — «Excuse My Scratch»
- 2015 — «June & Juice»
- 2015 — «808 Problemz»
- 2015 — «2015» (Mezza, Jamille, Ферди & DJ Nik One)
- 2015 — «Fresh Vlad» (Влади (Каста) & DJ Nik One)
- 2017 — «Шоу Улиц Гетто 2.5» (Yanix & DJ Nik One)
- 2018 — «#FREETELEGRAM»
- 2019 — «Yung King» (Лигалайз & DJ Nik One)

### В составе «F.Y.P.M»
- 2011 — «Pay Day» (в память об МС Молодом)

### Участия в треках
- 2002 — «Провокация» (совместный альбом группы «П-13» и Лигалайза)
- 2004 — «Короли андеграунда» (альбом группы «D.O.B. Community»)
- 2004 — «Detsl aka Le Truk» (альбом Децла)
- 2008 — «Mars mic one» (миксейп группы «Marselle»)
- 2009 — «Холодно» (альбом Slim’a)
- 2011 — «Отличай людей» (альбом Slim’a)
- 2011 — «Во все тяжкие» (альбом Mezza Mort’ы)
- 2011 — «Азимут» (совместный альбом группы «Константа» и Slim’a)
- 2011 — «Легенды Про…CENTR» (совместный альбом групп «Легенды про…» и CENTR)
- 2012 — «Mozaika» (альбом Словетского)
- 2012 — «СEN-Тропе» (альбом Slim’a)
- 2013 — «МиР» (альбом Кости Беса)
- 2013 — «Огонь в глазах» (альбом Винта и Мэфа)
- 2014 — «Я говорю только тру» (альбом МС Молодого)
- 2014 — «Куражи» (альбом группы «Братубрат»)

## Рецензии
2 июня 2004 года выходит у Dj Nik One альбом «Интеллигентный Хулиган vol.1», который становится одним из рецензированных альбомов от главного редактора rap.ru Андрея Никитина (на момент рецензирования, Никитин занимал данную должность).
В целом диск оставляет позитивное впечатление – все сделано остроумно и изобретательно. Уважение! В будущем хотелось бы русских работ подобного плана – уверен, у этого начинания есть прекрасное будущее и коммерческая перспектива .
По оценочному мнению DJ Nik One, представитель молодого поколения скрэтч-мастеров. Он из тех, кто способен убрать к чертовой матери всех старичков и единолично взгромоздиться на троне, говорится бывшим главным редактором Rap.ru Андреем Никитиным в статье о рецензии альбома (на момент рецензии, он занимал данную должность).